# Вейвот (супутник)
Вейвот (повністю (50000) Квавар I Вейвот) — супутник транснептунового об'єкта (50000) Квавар. Відкрито на знімках, зроблених телескопом «Габбл» 14 лютого 2006 року; відкриття опубліковано 22 лютого 2007 року в циркулярі Міжнародної астрономічної спілки. Під час виявлення супутник перебував на відстані 0,35 кутової секунди від Квавара і був на 5,6m слабшим від нього. Його орбіта має велику піввісь близько 14 500 км і ексцентриситет близько 0,14. Припускаючи, що його альбедо і щільність такі ж, як у головного тіла, вчені оцінили його діаметр приблизно в 1/12 діаметра Квавара (близько 74 км), а масу — в 1/2000 маси Квавара. Крім того, відкриття супутника дозволило визначити сумарну масу обох тіл.
Значна витягнутість орбіти Вейвота і надзвичайно висока густина Квавара можуть бути наслідком їх утворення внаслідок дотикового зіткнення прото-Квавара з більш масивним тілом. При цьому прото-квавар утратив свою крижану мантію, зберігши лише щільне ядро, а з викидів від удару сформувався супутник.

## Назва
Після відкриття Вейвот отримав тимчасове позначення S/2006 (50000) 1. Вибрати для нього назву Браун попросив індіанців племені тонґва, які запропонували ім'я бога неба Вейвота, сина Квавара. Цю назву офіційно опубліковано 4 жовтня 2009 року в Циркулярі малих планет № 67220.